# Santiago Echavarría
Santiago Echavarría Passos (Medellín, Antioquia, Colombia; 25 de enero de 1999) es un futbolista colombiano. Juega de delantero en el Louisiana Krewe FC de la USL League Two estadounidense.

## Trayectoria
Luego de 5 años en las inferiores del Atlético Nacional, Echavarría fichó por Las Vegas Lights de la USL Championship.

## Clubes
| Club               | País           | Año           |
| ------------------ | -------------- | ------------- |
| Las Vegas Lights   | Estados Unidos | 2019-2020     |
| Brazos Valley      | Estados Unidos | 2022-2023     |
| LA Force           | Estados Unidos | 2023          |
| Louisiana Krewe FC | Estados Unidos | 2024-presente |